# People Gotta Move
«People Gotta Move» es una canción escrita e interpretada por el cantante canadiense Gino Vannelli. Fue publicada en agosto de 1974 como el sencillo principal de su segundo álbum de estudio, Powerful People.

## Recepción de la crítica
Un escritor no especificado de la revista Cash Box declaró: “Gino es uno de los artistas pop más creativos que ha existido en algún tiempo y parece que este último lanzamiento finalmente se lo demostrará a las masas. Vocalmente, Gino tiene mucho de Jesse Colin Young y Van Morrison brillando, y musicalmente hay un gran arreglo para transmitir esas voces”.

## Lista de canciones
Todas las canciones escritas y compuestas por Gino Vannelli.
1. «People Gotta Move» – 3:18
2. «Son of a New York Gun» – 3:22

## Posicionamiento

### Gráfica semanal
| Gráfica (1974)                            | Pico de posición |
| ----------------------------------------- | ---------------- |
| Australia (Kent Music Report)             | 64               |
| Canadá (RPM Top Singles)                  | 21               |
| Estados Unidos (Billboard Hot 100)        | 22               |
| Estados Unidos (Billboard Easy Listening) | 17               |

### Gráfica de fin de año
| Gráfica (1974)           | Pico de posición |
| ------------------------ | ---------------- |
| Canadá (RPM Top Singles) | 182              |